# Nejuhiv, Strîi
Nejuhiv (în ucraineană Нежухів) este localitatea de reședință a comunei Nejuhiv din raionul Strîi, regiunea Liov, Ucraina.

## Demografie
Componența lingvistică a localității Nejuhiv
     Ucraineană (99,24%)
     Alte limbi (0,66%)
Conform recensământului din 2001, majoritatea populației localității Nejuhiv era vorbitoare de ucraineană (99,24%), existând în minoritate și vorbitori de alte limbi.